# M. Vasalis

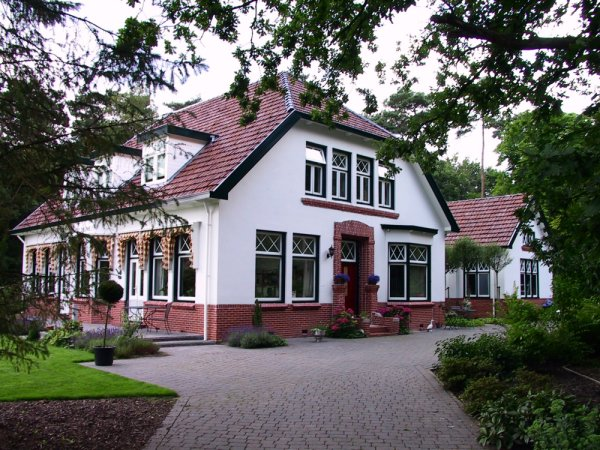
Het huis waar Vasalis tot haar overlijden in 1998 woonde

M. Vasalis, pseudoniem van Margaretha Droogleever Fortuyn-Leenmans, (Den Haag, 13 februari 1909 – Roden, 16 oktober 1998) was een Nederlandse dichteres en psychiater.

## Het pseudoniem
'Vasalis' is een latinisering van haar achternaam 'Leenmans'. De 'M' staat niet voor 'Maria' zoals soms ten onrechte wordt gemeld. De dichteres wilde in eerste instantie publiceren zonder dat duidelijk werd dat de gedichten door een vrouw waren geschreven. Op voorspraak van Simon Vestdijk kon zij als dichteres debuteren in het literair tijdschrift Groot Nederland, maar de redactie ging niet akkoord met initialen als ondertekening. Dat dwong de dichteres om voor de publicatie in augustus 1939 een pseudoniem te kiezen. Haar vader had in zijn studententijd gepubliceerd onder de naam 'Vazal' en de dochter speelde ook met de achternaam Leenman(s).

## Leven en werk

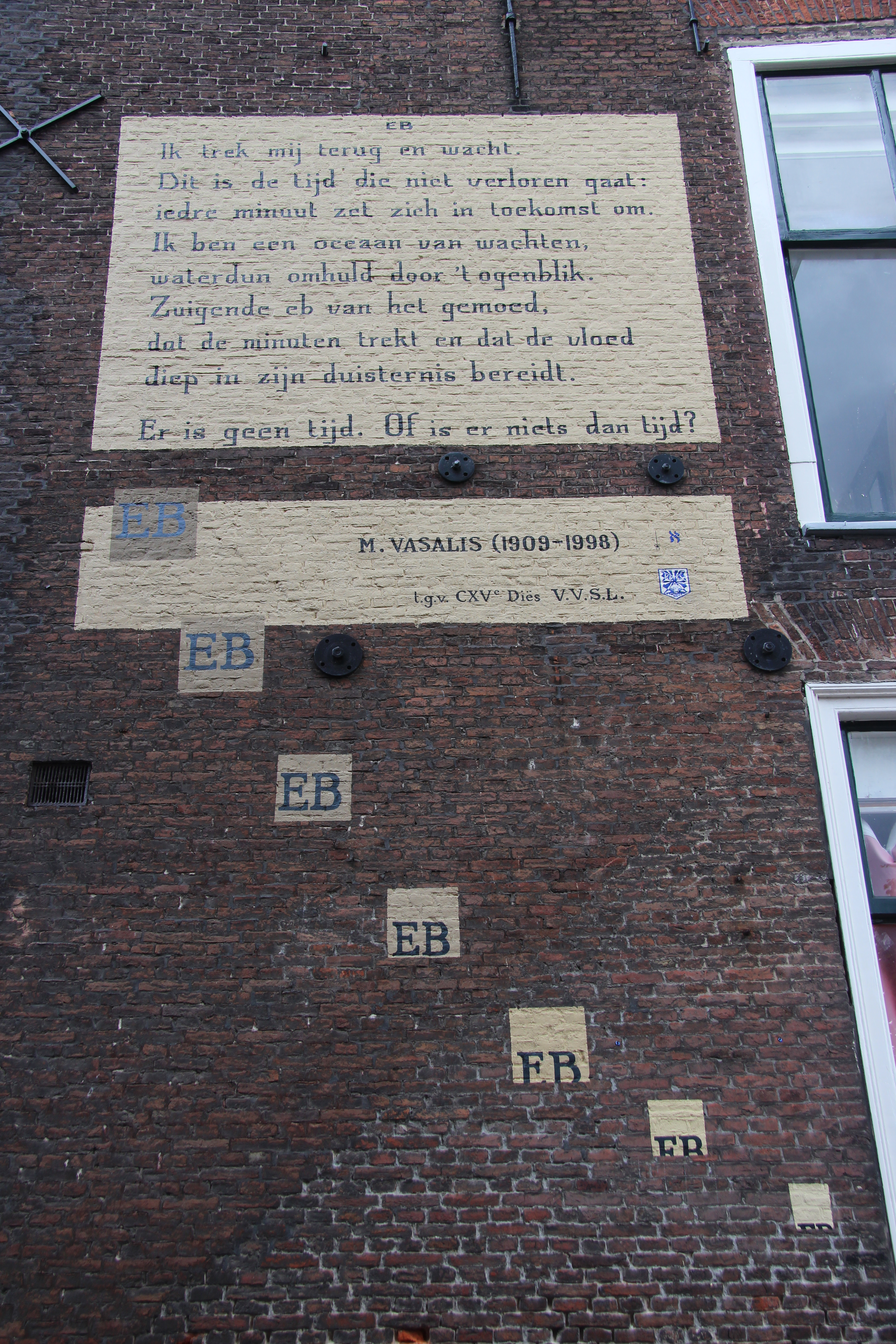
Gedicht van Vasalis op muur in Leiden

Vasalis groeide op aan de rand van Scheveningen. Margaretha Leenmans (voor haar vrienden Kiekie of Kiek) studeerde geneeskunde en antropologie aan de Rijksuniversiteit Leiden. Ze was bevriend met haar jaargenoot kroonprinses Juliana, die lid was van de jaarclub De Zestigpoot, naar de vijftien leden en hun vier ledematen. Vasalis was zelf geen lid van De Zestigpoot. Met Juliana herschreef Vasalis het sprookje over Blauwbaard tot een nieuw toneelstuk dat door de leden opgevoerd werd. Leenmans speelde daarbij Blauwbaard en Juliana haar echtgenote. Na haar studie vestigde ze zich in 1939 als arts in Amsterdam. Later werkte ze als kinderpsychiater in Assen en Groningen. Ze raakte bevriend met J.C. Bloem, Adriaan Roland Holst, Albert van Dalsum, Victor van Vriesland, Titus Leeser en vele anderen in de jaren dertig in de 'salon artistique' van de Zwolse advocaat Harro Bouman en zijn vrouw Carina Bouman-Hofstede Crull. In 1939 trouwde ze met de latere hoogleraar neurologie Jan Droogleever Fortuyn.
In 1940 debuteerde Vasalis met de bundel Parken en woestijnen. Andere dichtbundels zijn De vogel Phoenix uit 1947 en Vergezichten en gezichten uit 1954. De drie bundels die tijdens haar leven verschenen, bevatten in totaal slechts zo'n honderd gedichten. Postuum verscheen in 2002 De oude kustlijn. Haar kinderen Lous, Hal en Maria Droogleever Fortuyn hebben, op haar verzoek, de uitgave verzorgd.
Ze schreef traditionele gedichten die vaak gekenmerkt werden door het gebruik van personificatie en antropomorfisme. Vaak eindigen haar gedichten, na een reeks natuurindrukken, op een zelfbespiegeling. Daarnaast schreef Vasalis ook enkele essays en een novelle. Haar werk is veelvuldig bekroond, onder meer met de Constantijn Huygensprijs in 1974 en de P.C. Hooft-prijs in 1982.
Ton Anbeek beschreef haar gedichten met: "Een schijnbaar banaal gegeven leidt tot een flits van inzicht".
Tot haar bekendste gedichten behoort 'Afsluitdijk' uit Parken en woestijnen (1940), met de volgende beginstrofe:

De bus rijdt als een kamer door de nacht
de weg is recht, de dijk is eindeloos,
links ligt de zee, getemd maar rusteloos,
wij kijken uit, een kleine maan schijnt zacht.

Toen haar echtgenoot hoogleraar werd aan de Rijksuniversiteit Groningen verhuisde zij met haar gezin in 1951 naar Groningen. Vasalis woonde van 1964 tot haar overlijden in 1998 in het huis De Zulthe bij Roden.

## Eerbetoon
Er is sprake van de aanleg van een speciale Vasalis-tuin in haar laatste woonplaats. In 2009 is er een gedenkteken geplaatst bij gelegenheid van haar honderdste geboortedag.
In Leiden is op de hoek van de Lijsterstraat en de Leeuwerikstraat een bronzen portret van Vasalis aangebracht, dat is gemaakt door beeldhouwer Aart Schonk. Vasalis woonde hier van 1927 tot 1934 tijdens haar studie. De Maatschappij der Nederlandse Letterkunde nam dit initiatief toen door de biografie van Maaike Meijer weer de aandacht op deze locatie werd gevestigd.
Een trein van Arriva van het type Spurt die op de Noordelijke Nevenlijnen rijdt draagt de naam M. Vasalis.
Op 16 oktober 2022 werd in Roden een beeld onthuld, gemaakt door beeldhouwer Nicolas Dings opgebouwd met elementen uit het gedicht 'Daphne'.
Voor de ingang van de Noorder begraafplaats te Leeuwarden ligt een poëzietableau (hardsteen van 100 bij 120 cm.) met het gedicht Sub Finem met als laatste regel 'Het werd, het was, het is gedaan'. Het maakt deel uit van de Leeuwarder poëzieroute (zie www.poezieroute.nl). In het boek 'Het metrum van de voetstap' is naast dit Nederlandstalige gedicht van Vasalis ook een Engelse vertaling (van de hand van David McKay) opgenomen.

## Bibliografie

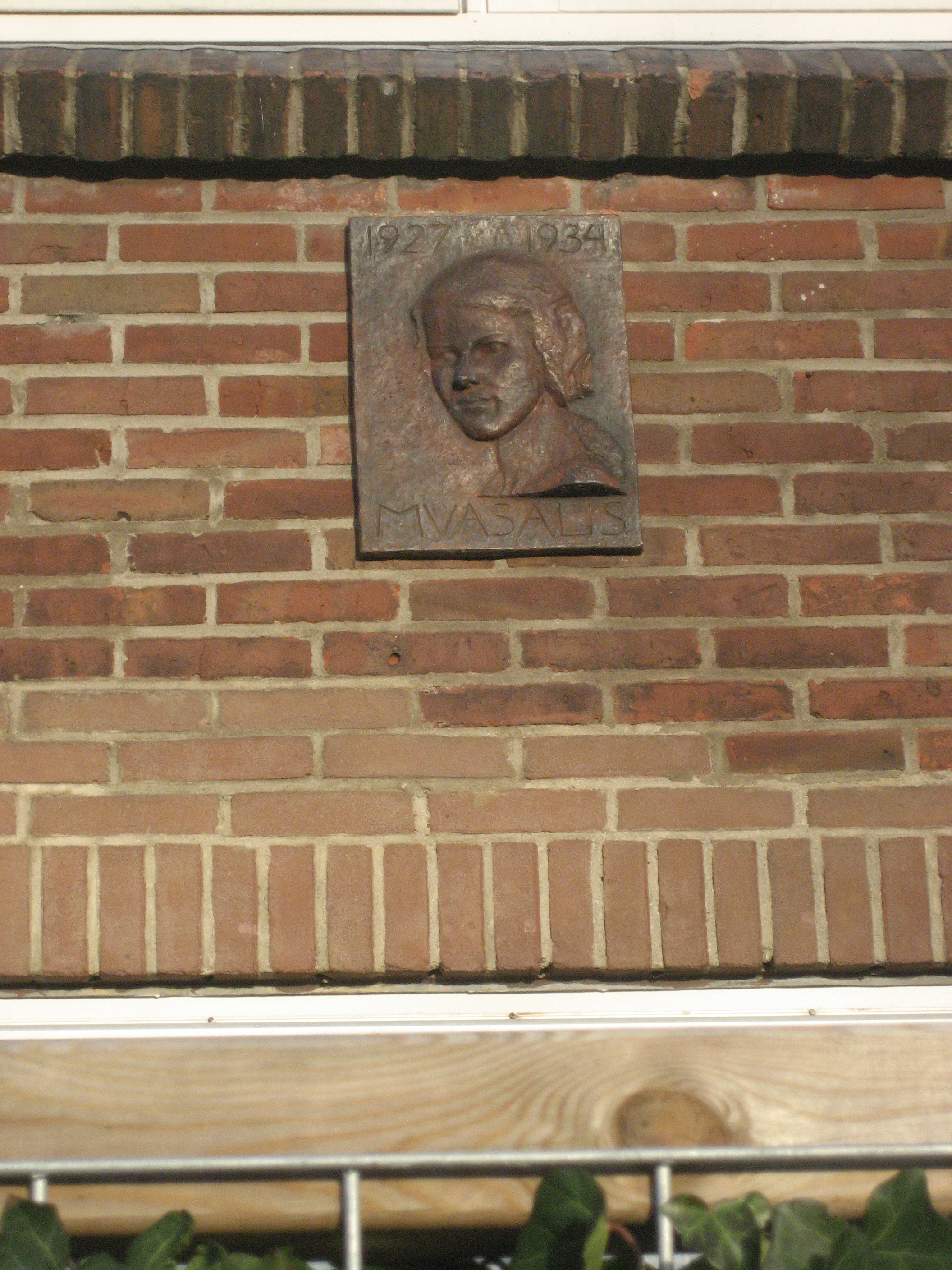
Plaquette in Leiden

## Literaire prijzen

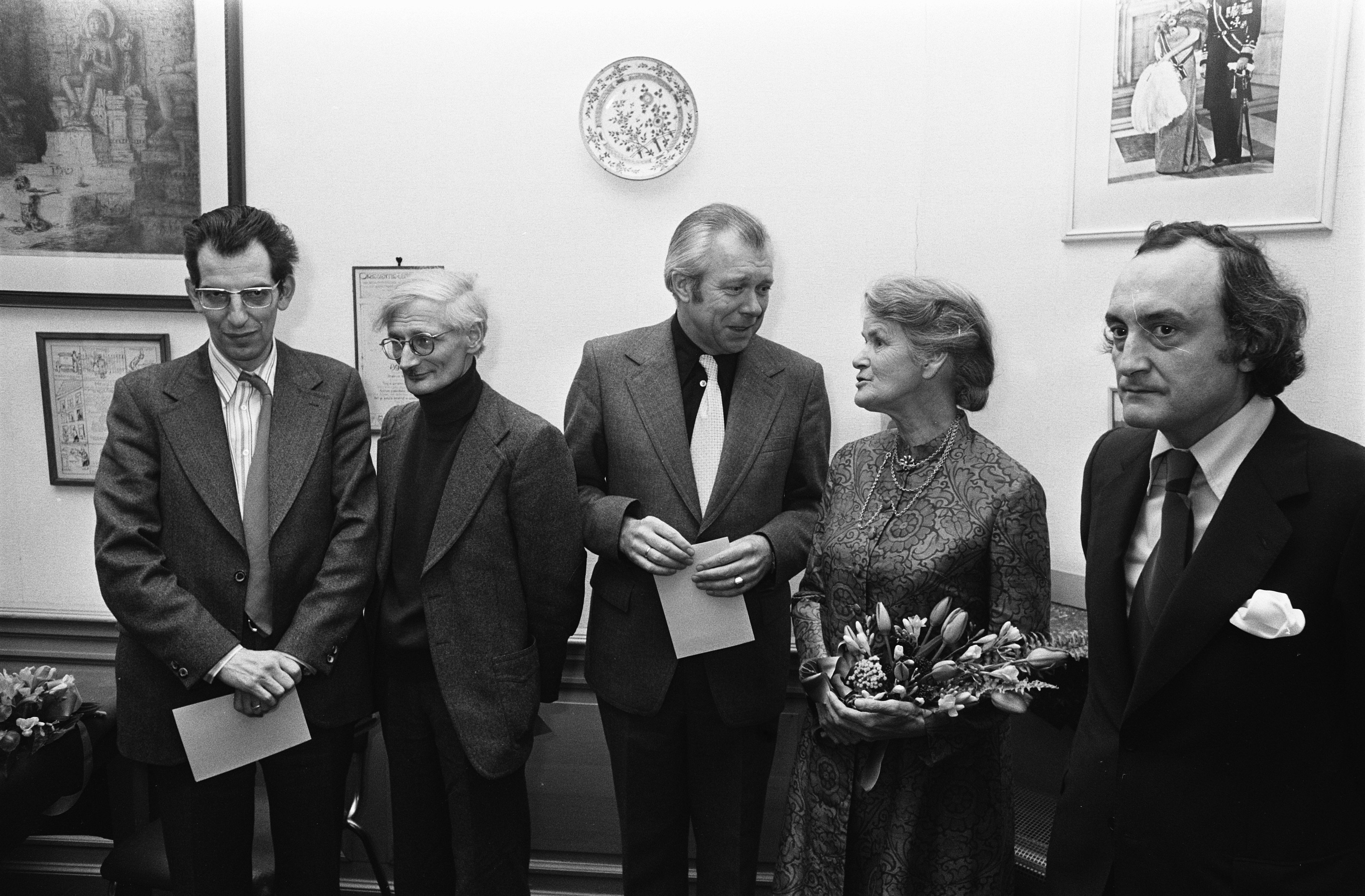
Jan Campertprijzen 1974. V.l.n.r.: Piet Buijnsters, William D. Kuik, wethouder Piet Vink, M. Vasalis en Hugues C. Pernath

- 1941 - Lucy B. en C.W. van der Hoogtprijs voor Parken en woestijnen
- 1955 - Poëzieprijs van de gemeente Amsterdam voor Vergezichten en gezichten
- 1963 - Culturele prijs van de provincie Groningen
- 1974 - Constantijn Huygensprijs voor haar gehele oeuvre
- 1982 - P.C. Hooft-prijs voor haar gehele oeuvre

## Documentaire
- Sporen van Vasalis, regie Willem van der Linde. Stichting Beeldlijn, Groningen, 2010 (dvd, 50 min.). Portret van de dichteres aan de hand van een interview, in 1987 gemaakt door Ronald Ohlsen.

## Biografie
- Meijer, Maaike. M. Vasalis: een biografie. Van Oorschot, Amsterdam, 2011, 966 p. ISBN 978-90-282-4120-6 / ISBN 978-90-282-4149-7.